# Combustible neutro en carbono

Electrólisis del agua, primer paso en la producción de varios combustibles neutros en carbono

Un combustible neutro en carbono, también llamado combustible ecológico, ecocombustible o combustible renovable, es un combustible que, debido a la manera en que se ha obtenido, resulta en emisiones nulas de gases de efecto invernadero cuando se utiliza. O dicho de otra forma, que tiene huella de carbono cero. Un tipo de combustible neutro en carbono es el combustible sintético (como metano, gasolina, diésel, queroseno o amoníaco) producido con energía renovable o nuclear.
No se pueden considerar combustibles cero emisiones porque aún no emitiendo Co2, o siendo neutros en emisiones de este gas, siguen emitiendo gases contaminantes como óxidos de nitrógeno y partículas.

## Tipos principales
Hay dos tipos de combustibles neutros en carbono: los que no llevan carbono (C), como el hidrógeno (H2) o el amoníaco (NH3), y los que sí lo llevan, como el metano (CH4) o el etanol (C2H6O). Los del segundo tipo solo son neutros en carbono si, al producirlos, el carbono que llevan se extrae del dióxido de carbono (CO2) directamente capturado del aire (direct air capture, DAC por sus siglas en inglés), del CO2 de los gases de combustión de una central termoeléctrica de ciclo convencional, de los gases de escape de una refinería de petróleo o del ácido carbónico (H2CO3) del agua de mar.

## Electrocombustibles
Los electrocombustibles o electrocarburantes son combustibles sintéticos neutros en carbono que se fabrican almacenando la energía eléctrica de fuentes renovables en los enlaces químicos de combustibles líquidos o gaseosos. Hay algunos combustibles neutros en carbono (por ejemplo los obtenidos de algas) que no son electrocombustibles.

## Utilización de la energía
En los combustibles del primer tipo la energía se emplea para electrolizar el agua (H2O) en hidrógeno (H2) y oxígeno (O2) y, en el caso del amoníaco, para combinar ese hidrógeno con el nitrógeno (N2) del aire. En los combustibles del segundo tipo la energía se emplea, además, para extraer el carbono de las fuentes citadas, para hidrogenarlo y para el conjunto de reacciones químicas que dan como resultado el combustible, pues en balance total estas reacciones son endotérmicas, es decir, absorben energía. 
Las fuentes de energía renovable pueden ser turbinas eólicas, paneles solares o centrales  hidroeléctricas.

## Biocombustibles y neutralidad de carbono
Cuando surgieron los biocarburantes (también llamados biocombustibles) se los consideró un tipo de energía renovable, pero posteriormente se ha visto que no es así.
En principio son neutros en carbono porque el dióxido de carbono que se emite al quemarlos ha sido previamente retirado de la atmósfera al crecer la planta de la que se extrae el biocombustible. Sin embargo, para calcular estrictamente las emisiones netas de un biocombustible, también hay que tener en cuenta las que se producen al cultivar esa planta y procesarla hasta obtener el producto final.
Los combustibles neutros en carbono fabricados combinando hidrógeno obtenido mediante electrólisis con dióxido de carbono que se resta al medio se denominan también "generación 4G de gasolinas" (aunque técnicamente no sean todos gasolinas). La 1G eran los biocarburantes, pero desviaban terrenos para cultivos alimenticios y hacían aumentar los precios o depredaban el medio ambiente (aceite de palma). La 2G utilizaba restos forestales, pero no llegó a ser rentable. La 3G utilizaba las algas como fuente de materia orgánica, pero tampoco ha conseguido despegar, aunque para usos distintos el cultivo de algas sí ha logrado ser rentable.

## Requisitos para que los combustibles neutros en carbono sean eficaces contra el calentamiento mundial
Si los combustibles neutros en carbono sustituyeran a los combustibles fósiles, o si se produjeran a partir de dióxido de carbono residual o ácido carbónico en el agua de mar, y se utilizaran con captura de carbono en la chimenea o el tubo de escape, entonces resultarían en emisiones negativas de dióxido de carbono y en extracción neta de dióxido de carbono de la atmósfera. Constituirían así una forma de mitigación del cambio climático. Pero en 2020 sigue sin ser viable la captura y almacenamiento de dióxido de carbono de un vehículo de combustible, y tampoco se ve la captura y almacenamiento de carbono como la solución al calentamiento mundial. Sí que sería viable, en cambio, por ejemplo, fabricar con energía renovable metano sintético, quemarlo en una central de ciclo combinado y capturar y almacenar los gases producidos. En funcionamiento continuo resultaría ineficiente respecto a aprovechar directamente la energía renovable. Pero si se emplea la energía renovable cuando la hay (eólica cuando sopla viento, por ejemplo) para fabricar combustible sintético y almacenarlo, se puede luego utilizar ese combustible cuando la energía renovable no está disponible (cuando no sopla viento, siguiendo con el ejemplo).
Tal esquema de energía a combustible y combustibles negativos en carbono puede realizarse por la electrólisis del agua para producir hidrógeno. A través de la reacción de Sabatier puede obtenerse metano, el cual se puede almacenar (también es posible almacenar el hidrógeno directamente, pero puede resultar más costoso) para utilizarlo posteriormente en centrales eléctricas (en la forma de gas natural sintético, de propiedades análogas al extraído de yacimientos), transportarlo por tubería, camión cisterna o buque metanero, o emplearse en procesos de conversión del gas natural en combustibles líquidos, como el proceso Fischer-Tropsch, y así conseguir combustibles de propiedades análogas a las de los convencionales para transporte o calefacción.
Otro proceso para obtener combustibles sintéticos es el Pott-Broche (licuefacción directa del carbón), pero no es neutro en emisiones, sino que las aumenta.
Lo mismo que los biocombustibles habituales, los combustibles sintéticos solo son negativos en carbono (es decir, solo reducen la cantidad de gases de efecto invernadero en la atmósfera) mientras no se utilicen. Pero claro, no se van a fabricar para no utilizarlos. Cuando se queman, el carbono que contienen es emitido nuevamente a la atmósfera en forma de dióxido de carbono, anulando el beneficio medioambiental. De esta forma el tiempo entre la producción del combustible y su combustión (el tiempo que el dióxido de carbono permanece almacenado, y no en la atmósfera elevando la temperatura del planeta) puede ser bastante corto (mucho más corto que los 100 años de almacenamiento establecidos por el Protocolo de Kioto para proyectos de forestación o reforestación. Incluso más corto que el del almacenamiento de carbono subterráneo.
Los combustibles neutros en carbono se utilizan en Alemania e Islandia para almacenamiento distribuido de energía renovable, minimizando los problemas de intermitencia de las energías solar o eólica, y permitiendo la transmisión (en forma de gas natural) de esas energías a través de los gasoductos existentes. Estos combustibles renovables podrían aliviar los costes y la dependencia que ocasionan los combustibles fósiles importados sin requerir ni la electrificación de la flota de vehículos ni su adaptación para funcionar con hidrógeno u otros combustibles. Aunque para ello es necesario construir todas las plantas (todavía caras) de fabricación de estos combustibles sintéticos que proporcionen los millones de litros de combustibles fósiles que actualmente se consumen. No está claro si esto será más barato que electrificar el parque de vehículos. Una planta de 250 kW de metano sintético ha sido construida en Alemania y está siendo escalada hasta 10 MW. Diversas tecnologías de captura directa del dióxido de carbono y conversión en combustibles están avanzando rápidamente y reduciendo sus costes.
Los bonos de carbono también podrían desempeñar una función importante para los combustibles negativos en carbono, financiándolos si realmente llegan a ponerse en práctica.

## Producción

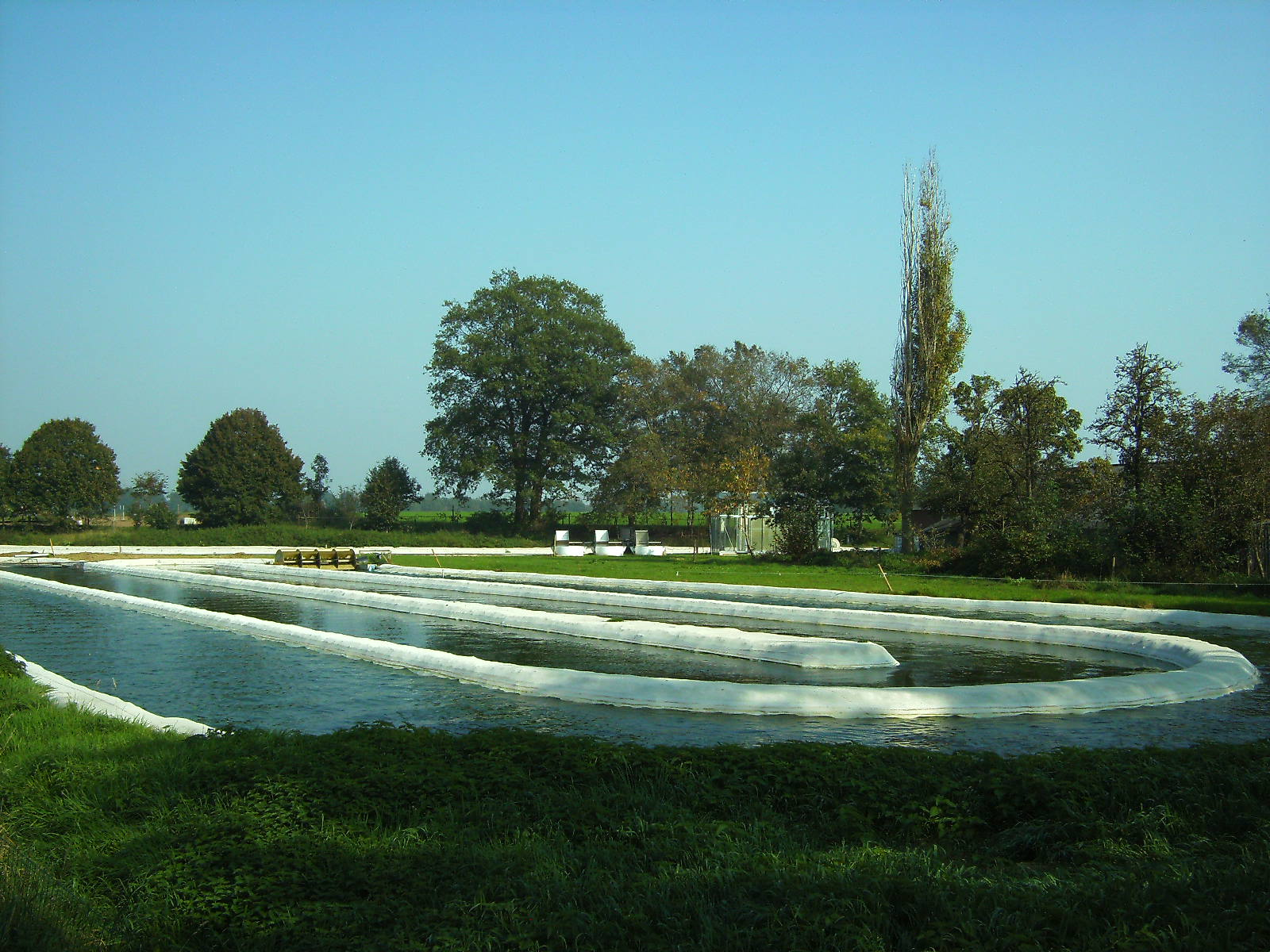
Estanque de flujo continuo

Una parte de los combustibles neutros en carbono son hidrocarburos sintéticos. Pueden producirse con reacciones químicas entre dióxido de carbono (capturado de las chimeneas de centrales térmicas o directamente del aire), e hidrógeno, el cual se produce por electrólisis del agua utilizando energía renovable. Estos combustibles, a veces denominados electrofueles o electrocombustibles, almacenan la energía que se utilizó para producir el hidrógeno. También es posible recuperar esta energía combinando directamente el hidrógeno con oxígeno en una pila de combustible. Asimismo puede utilizarse carbón mineral como la fuente del carbono que se combina con el hidrógeno, pero este proceso no sería neutro en carbono.
El almacenaje de energía renovable en combustibles de cero emisiones es solo una forma de almacenamiento de energía. Existen muchas otras, con diversos costes de instalación, costes de funcionamiento, rendimiento (porcentaje de la energía almacenada que permiten recuperar), peligrosidad, capacidad (megavatios hora que pueden almacenar) o potencia (velocidad a la cual pueden absorber la energía que se les introduce, y velocidad a la que pueden liberarla, no necesariamente iguales), por citar solo algunos parámetros, que además cambian con el tiempo por el avance tecnológico. Debido a ello la solución de almacenamiento energético óptima para una empresa, una región o un país puede no ser una sola tecnología, sino una combinación estudiada de varias.
Teóricamente el dióxido de carbono puede ser capturado y enterrado, haciendo a los combustibles fósiles neutros en carbono, aunque no renovables. Si se captura el dióxido de carbono de los gases de escape de combustibles sintéticos, en teoría todo el proceso resulta en emisiones negativas. En la práctica la captura consume mucha energía y la estabilidad del dióxido de carbono almacenado no está tecnológicamente resuelta. También es posible fraccionar hidrocarburos de cadena larga para producir hidrógeno y dióxido de carbono, el cual entonces podría ser almacenado, mientras que el hidrógeno se utilizaría para energía o combustible. Este método sería, asimismo, neutro en carbono.
El  hidrógeno es el combustible sintético que se puede producir con mayor eficiencia energética y con el mínimo número de pasos. Luego puede ser utilizado en vehículos de célula de combustible, si bien es 3 veces menos eficiente que la propulsión de vehículos totalmente eléctricos mediante baterías.
Hay unos cuantos más combustibles que pueden producirse a partir del hidrógeno. Por ejemplo puede fabricarse ácido fórmico (CH2O2) haciendo reaccionar el hidrógeno con CO2. El ácido combinado con más CO2 puede formar isobutanol.
El metanol puede producirse haciendo reaccionar una molécula de dióxido de carbono con 3 de hidrógeno para producir metanol y agua. La energía almacenada puede recuperarse quemando el metanol en un motor de combustión, lo que libera dióxido de carbono, agua y calor. Con una reacción similar puede producirse metano. Deben tomarse precauciones especiales para evitar que, en la producción o en el transporte hasta su destino final, algo de metano escape a la atmósfera, porque su potencial de calentamiento global es 21 veces superior al del CO2. 
Se puede utilizar más energía para combinar metanol o metano en hidrocarburos combustibles de cadena más larga, como el etanol
Los investigadores también han sugerido utilizar metanol para producir éter dimetílico (C2H6O). Este combustible podría ser utilizado como sustituto del diésel debido a su capacidad de autoignición a temperatura y presión altas. En algunas zonas ya se está utilizando para calefacción y generación de energía. No es tóxico, pero debe almacenarse a presión.
Todos los hidrocarburos sintéticos se producen generalmente a temperaturas de 200–300 °C y presiones de 20 a 50 bar. Normalmente se emplean catalizadores para mejorar la eficiencia de las diversas reacciones. Tales reacciones son endotérmicas en balance global y utilizan aproximadamente 3 moles de hidrógeno por mol de dióxido de carbono. También producen grandes cantidades de agua como subproducto.